# Chinatown (Detroit)
Al menos dos ubicaciones que alguna vez se llamaron "Chinatown" en la ciudad de Detroit, la más importante del estado de Míchigan. La primera estabaen Third Avenue, Porter St y Bagley St, el sitio actual del MGM Grand Casino y la autopista interestatal 75 Fisher Freeway. En la década de 1960, los esfuerzos de renovación urbana facilitaron su traslado a Cass Avenue y Peterboro, lo que también fue una oportunidad para que la comunidad empresarial china finalmente comprara una propiedad.

## Historia
No está claro cuándo llegaron los inmigrantes chinos por primera vez a Detroit, ya que los periódicos del siglo XIX no diferenciaban entre las diferentes culturas del este de Asia, pero se sabe que en 1874, 14 lavanderos chinos vivían en la ciudad. En 1905, los dos primeros restaurantes de chop suey cantonés de Detroit abrieron cerca del río Detroit. Sin embargo, debido a que la ciudad carecía de un enclave étnico central para los residentes chinos, a muchos les resultó difícil participar en sus prácticas culturales. Un artículo en el Detroit Free Press en 1917 anunció que un nuevo edificio de apartamentos sería la ubicación de un nuevo barrio chino en la intersección de Third y Porter, una intersección que ya no existe en la actualidad. La población creció a 2000 en los años 1920.
Sin embargo, Chinatown se trasladó a Cass y Peterboro en algún momento de la década de 1960 cuando la Comisión de Vivienda de Detroit condenó oficialmente a Chinatown. Después de décadas de despoblación y declive, el último restaurante chino, "Chung's", fue cerrado en el año 2000 después de 40 años de servicio. Aunque todavía hay un marcador en la carretera que indica "Chinatown" y un mural que conmemora la lucha por la justicia en el caso Vincent Chin, pocos establecimientos estadounidenses de origen chino aún operan en Detroit. El Centro de Alcance de Detroit de la Asociación de Chino Americanos, un pequeño centro comunitario, sirve a un puñado de nuevos inmigrantes chinos que aún residen en Cass Corridor.

## Servicios sanitarios y para personas mayores
La Asociación de Chino Americanos operó una clínica de Chinatown en Cass Corridor Chinatown, que se inauguró el 9 de septiembre de 1973 en el edificio de la Asociación de Comerciantes de On-Leong. En el momento de su apertura, alrededor de 300 adultos chinos estadounidenses mayores recibieron servicios en la clínica. La clínica también atiende a personas de otros grupos de edad. En 1985, la clínica se trasladó a un edificio renovado en Peterboro Avenue. Cerró en 1996 debido a cambios demográficos.
El Detroit Drop-In Center, un centro que brinda servicios a los estadounidenses de origen chino de edad avanzada en el distrito de Cass Chinatown, se inauguró en octubre de 1990. En enero de 2011, el centro principal se trasladó a una nueva ubicación en Hannan House a lo largo de Woodward Avenue.